# 焦距

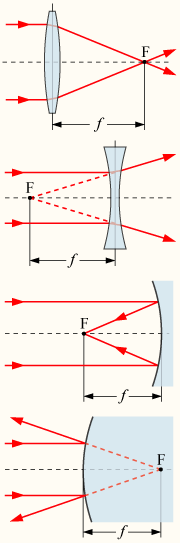
正透鏡、負透鏡、凹面鏡和凸面鏡的焦點F和焦距f。

焦距，也稱為焦長，是光學系統中衡量光的聚集或發散的度量方式，指從透鏡中心到光聚集之焦點的距離。亦是照相機中，從鏡片光學中心到底片、CCD或CMOS等成像平面的距離。具有短焦距的光學系統比長焦距的光學系統有更佳聚集光的能力。

## 薄透鏡的近似值
在空氣中的薄透鏡，焦距是由透鏡的中心至主焦點的距離。對一個匯聚透鏡（例如一個凸透鏡），焦距是正值，而一束平行光將會聚集在一個點上。對一個發散透鏡（例如一個凹透鏡），焦距是負值，而一束平行光在通過透鏡之後將會擴散開。

## 一般的光學系統
對厚透鏡（厚度不能忽略的透鏡），或是有好幾片透鏡或面鏡的系統（像是照相機鏡頭或望遠鏡），焦距通常會以有效焦距（EFL，effective focal length）來表示，以與一般常用的參數有所區別：
- 前焦距（FFD）或前焦長（FFL）是系統前方的焦點至第一個光學表面 頂點的距離。
- 後焦距（BFD）或後焦長（BFL）是系統最後一個光學表面頂點至後方焦點的距離。

在空氣中的一個光學系統，有效焦距是由前面和後面的主平面至對應的焦點的距離。如果周圍的環境不是空氣，則距離要乘上該物質的折射系數。有些作者稱這個距離為前（後）焦距，以與上面定義的前（後）焦點距離有所區別。
通常，焦距或有效焦距是描述光學系統聚集光線能力的值，並且常被用來計算放大倍數。其他的參數則被用來計算一個特定對象的影像將會在什麼位置上形成。
對在空氣中厚度為d，R1和R2為透鏡的曲率半径，有效焦距為：
{\displaystyle {\frac {1}{f}}=(n-1)\left[{\frac {1}{R_{1}}}-{\frac {1}{R_{2}}}+{\frac {(n-1)2d}{nR_{1}R_{2}}}\right],}
此處n是透鏡材料的折射率，數值1/f 就是這個透鏡的光學倍率。
對應前端透鏡的焦距是：
{\displaystyle {\mbox{FFD}}=f\left(1+{\frac {(n-1)2d}{nR_{2}}}\right),}
後端透鏡焦距是:
{\displaystyle {\mbox{BFD}}=f\left(1-{\frac {(n-1)2d}{nR_{1}}}\right).}
以最常見的標示習慣，如果第一個表面的透鏡是凸透鏡，R1的數值是正值，如果是凹透鏡則是負值；如果第二個表面是凹透鏡，R2的數值是正值，如果是凸透鏡則是負值。要注意的是，即使如此，不同的作者仍可能會有不同的標示習慣。
對一個球形曲率的鏡子，焦距等於鏡子的曲率半徑的一半。凹面鏡的焦距是正值，凸面鏡的焦距是負值。

## 在攝影上
當將攝影鏡頭調整到無限遠時，其實是一個有名無實的焦距。在設計上，是將透鏡的主平面與底片或成像感測器的距離調整為焦距的長度，然後，遠距離的物體就能在底片或感測器上形成清晰的影像。當鏡頭要拍攝比較接近的物體時，是鏡頭的主平面与成像检测器或胶片的距离发生变化，使得有限距离的物体得以清晰成像。
焦距通常使用毫米（mm）來標示，但仍然可能看見一些使用厘米（cm）或英吋標示的老鏡頭。視野的大小取決於鏡頭的焦距和底片大小的比例。由於最大眾化的是35mm規格，鏡頭的視野經常是根據這種規格標示的。對標準鏡頭（50mm）、廣角鏡頭（24mm）、望遠鏡頭（500mm）視野都是不一樣的。對數位相機上也是一樣，它們的感光器比一般傳統的35mm底片還要更小，所以相對的只要更短的焦距，就可以得到相同視野的影像。

## 外部連結
- Understanding Camera Lenses - focal length & f-number - includes interactive images clarifying its influence on perspective, a required focal length calculator, and discussion of zoom vs. prime lenses